# Danh sách phim điện ảnh Pokémon
Pokémon là một tác phẩm nhượng quyền  được tạo ra bởi nhà thiết kế trò chơi điện tử Tajiri Satoshi về một thế giới viễn tưởng mang tên Pokémon. Có hơn hai mươi phim chủ đề dựa trên nhượng quyền được tạo ra bởi hãng sản xuất hoạt hình OLM và Wit Studio; và được phân phối phát hành tại Nhật Bản bởi Toho, cùng với nhiều hãng khác tại Bắc Mỹ cũng như Việt Nam. Các bộ phim do Yuyama Kunihiko và Yajima Tetsuo đồng đạo diễn, kịch bản do Shudo Takeshi, Sonoda Hideki, Tomioka Atsuhiro, Yonemura Shōji, Umehara Eiji và Takaha Aya biên soạn. Bộ phim chủ đề Pokémon đầu tiên mang tên Pokémon: Mewtwo no Gyakushū được công chiếu tại Nhật Bản vào năm 1998. Một phim live-action mang tên Pokémon: Thám tử Pikachu được sản xuất bởi hãng Mỹ Legendary Entertainment, đạo diễn bởi Rob Letterman và kịch bản viết bởi Letterman và Nicole Perlman, cũng đã được trình chiếu tại Nhật Bản vào ngày 3 thâng 5 năm 2019 và 10 tháng 5 năm 2019 tại Mỹ. It was  released on ngày 10 tháng 5 năm 2019.
Warner Bros.  cấp phép ba phim đầu tiên tại Bắc Mỹ và Miramax Films cấp phép từ phim thứ tư trở đi. Bắt đầu từ Pokémon: Mew Và Người Hùng Của Ngọn Sóng Lucario, Viz Media chỉ cấp phép duy nhất cho khu vực Bắc Mỹ. Tại Việt Nam, xê-ri được cấp phép bởi Go Go Entertainment với phim đầu tiên được trình chiếu rạp là từ Pokémon the Movie XY&Z: Volkenion và Magiana siêu máy móc (công chiếu ngày 21 tháng 10 năm 2016). Từ tháng 7 năm 2018, một số phim điện ảnh trước đó được mua bản quyền trình chiếu trên kênh HTV3 - DreamsTV với bộ phim khởi đầu là Pokémon: Cuộc đối đầu giữa Dialga, Palkia và Darkrai. Khác với phiên bản lồng tiếng Việt rạp là Công ty TNHH Ace Media, các phim Pokémon được thực hiện bởi đội ngũ lồng tiếng của riêng kênh (Công ty TNHH Sản xuất Novel). Không giống như phim hoạt hình Pokémon dài tập được phát sóng công khai trên YouTube, việc phát sóng chính thức và hợp pháp có bản quyền phim điện ảnh Pokémon trên Internet chưa bao giờ được tiết lộ và không thể tìm thấy bản lồng tiếng Việt chính thức trên Internet, chỉ đến đầu năm 2020 mới tiết lộ các phim này được đăng tải trên ứng dụng Galaxy Play của một doanh nghiệp kinh doanh phim chiếu rạp ở Việt Nam thông qua một bài đăng trên trang web Pokémon chính thức ở Việt Nam.

## Movie
| #  | Tựa phim | Ngày công chiếu gốc  | Ngày công chiếu tại Việt Nam  |
| -- | --- | -------------------- | ----------------------------- |
| 1  | "Pokémon: Mewtwo phục thù" (ポケットモンスター ミュウツーの逆襲 ) | 18 tháng 7 năm 1998  |                               |
| 2  | "Pokémon: Sự bùng nổ của Lugia huyền thoại" (ポケットモンスター 幻のポケモン ルギア爆誕) | 17 tháng 7 năm 1999  |                               |
| 3  | "Pokémon: Hoàng đế của tháp pha lê Entei" (ポケットモンスター 結晶塔の帝王 ENTEI) | 8 tháng 7 năm 2000   |                               |
| 4  | "Pokémon: Celebi và Cuộc gặp gỡ vượt thời gian" (ポケットモンスター セレビィ 時を越えた遭遇) | 7 tháng 7 năm 2001   |                               |
| 5  | "Pokémon: Thần hộ mệnh của Thành phố Nước Latias và Latios" (ポケットモンスター 水の都の護神 ラティアスとラティオス)                                                                                       | 13 tháng 7 năm 2002  |                               |
| 6  | "Pokémon: Bảy đêm cùng ngôi sao ước nguyện Jirachi" (ポケットモンスターアドバンスジェネレーション 七夜の願い星 ジラーチ)                                                                                   | 19 tháng 7 năm 2003  |                               |
| 7  | "Pokémon: Kẻ phá vỡ bầu trời Deoxys" (ポケットモンスターアドバンスジェネレーション 裂空の訪問者 デオキシス)                                                                                                | 17 tháng 7 năm 2004  |                               |
| 8  | "Pokémon: Mew Và Người Hùng Của Ngọn Sóng Lucario" (ポケットモンスターアドバンスジェネレーション ミュウと波導の勇者 ルカリオ)                                                                              | 16 tháng 7 năm 2005  |                               |
| 9  | "Pokémon: Hoàng tử của biển cả Manaphy" (ポケットモンスターアドバンスジェネレーション ポケモンレンジャーと蒼海の王子 マナフィ)                                                                             | 15 tháng 7 năm 2006  |                               |
| 10 | "Pokémon: Cuộc đối đầu giữa Dialga, Palkia và Darkrai" "Poketto Monsutā Daiyamondo Pāru Diaruga tai Parukia tai Dākurai" (ポケットモンスター ダイヤモンド&パール ディアルガVSパルキアVSダークライ)         | 14 tháng 7 năm 2007  | 15 tháng 7 năm 2018           |
| 11 | "Pokémon: Giratina và Shaymin, đóa hoa của bầu trời" "Poketto Monsutā Daiyamondo Pāru Giratina to Sora no Hanataba Sheimi" (ポケットモンスター ダイヤモンド&パール ギラティナと氷空の花束 シェイミ)        | 19 tháng 7 năm 2008  | 22 tháng 7 năm 2018           |
| 12 | "Pokémon: Arceus chinh phục khoảng không thời gian" "Poketto Monsutā Daiyamondo ando Pāru: Aruseusu Chōkoku no Jikū e" (ポケットモンスター ダイヤモンド&パール アルセウス 超克の時空へ)                    | 18 tháng 7 năm 2009  | 29 tháng 7 năm 2018           |
| 13 | "Pokémon: Zoroark, bậc thầy ảo ảnh" "Poketto Monsutā Daiyamondo ando Pāru: Gen'ei no Hasha: Zoroāku" (ポケットモンスター ダイヤモンド＆パール 幻影の覇者 ゾロアーク)                                       | 10 tháng 7 năm 2010  | 5 tháng 8 năm 2018            |
| 14 | "Pokémon: Victini và anh hùng bóng tối Zekrom" "Poketto Monsutā Bikutini to Kuroki Eiyū Zekuromu" (ポケットモンスター ベストウイッシュ ビクティニと黒き英雄ゼクロム)                                       | 16 tháng 7 năm 2011  | 12 tháng 8 năm 2018           |
| 15 | "Pokémon: Cuộc đối đầu của Kyurem với thánh kiếm sĩ Keldeo" "Poketto Monsutā Besuto Uisshu Kyuremu tai Seikenshi Kerudio" (ポケットモンスター ベストウイッシュ キュレムVS聖剣士 ケルディオ)                | 14 tháng 7 năm 2012  | 19 tháng 8 năm 2018           |
| 16 | "Pokémon: Genesect thần tốc và Mewtwo huyền thoại thức tỉnh" "Poketto Monsutā Besuto Uisshu! Shinsoku no Genosekuto: Myūtsū Kakusei" (ポケットモンスター ベストウイッシュ 神速のゲノセクト ミュウツー覚醒) | 13 tháng 7 năm 2013  | 26 tháng 8 năm 2018           |
| 17 | "Pokémon: Diancie và chiếc kén hủy diệt" "Pokemon Za Mūbī Ekkusu Wai "Hakai no Mayu to Dianshī"" (ポケモン・ザ・ムービーXY 「破壊の繭とディアンシー」)                                                     | 19 tháng 7 năm 2014  | 2 tháng 9 năm 2018            |
| 18 | "Pokémon: Chiếc vòng ánh sáng của siêu ma thần Hoopa" "Pokemon Za Mūbī Ekkusu Wai Ringu no chōmajin Fūpa" (ポケモン・ザ・ムービーXY 光輪リングの超魔神 フーパ)                                             | 18 tháng 7 năm 2015  | 9 tháng 9 năm 2018            |
| 19 | "Pokémon: Volkenion và Magiana siêu máy móc" "Pokemon Za Mūbī Ekkusu, Wai ando Zetto: Borukenion to Karakuri no Magiana" (ポケモン・ザ・ムービーXY&Z ボルケニオンと機巧のマギアナ)                         | 16 tháng 7 năm 2016  | 21 tháng 10 năm 2016          |
| 20 | "Pokémon: Tớ chọn cậu" "Gekijō-ban Poketto Monsutā Kimi ni kimeta!" (劇場版げきじょうばんポケットモンスター キミにきめた！)                                                                                | 15 tháng 7 năm 2017  | 10 tháng 11 năm 2017          |
| 21 | "Pokémon: Sức mạnh của chúng ta" "Gekijō-ban Poketto Monsutā Minna no Monogatari" (劇場版げきじょうばんポケットモンスター みんなの物語)                                                                    | 13 tháng 7 năm 2018  | 16 tháng 11 năm 2018          |
| 22 | "Pokémon: Mewtwo phản công – Tiến hóa" "Poketto Myūtsū no Gyakushū EVOLUTION" (ミュウツーの逆襲 EVOLUTION)                                                                                                 | 12 tháng 7 năm 2019  | 27 tháng 2 năm 2020 (Netflix) |
| 23 | "Pokémon: Chuyến phiêu lưu của Pikachu và Koko" "Gekijō-ban Poketto Monsutā Koko" (劇場版ポケットモンスター ココ)                                                                                          | 25 tháng 12 năm 2020 | 8 tháng 10 năm 2021 (Netflix) |

## Movie Live-Action
| # | Tựa phim                                            | Ngay công chiếu gốc | Ngày chiếu tại Việt Nam |
| - | --------------------------------------------------- | ------------------- | ----------------------- |
| 1 | ''Pokémon: Thám tử Pikachu'' (POKÉMON 名偵探皮卡丘) | 3 tháng 5 năm 2019  | 10 tháng 5 năm 2019     |